# Saltarello

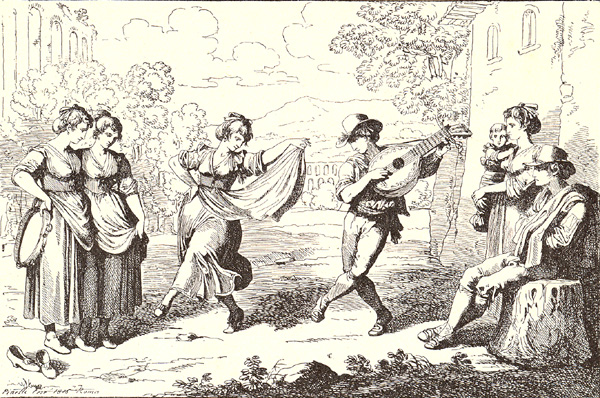
Saltarello, Zeichnung von Bartolomeo Pinelli

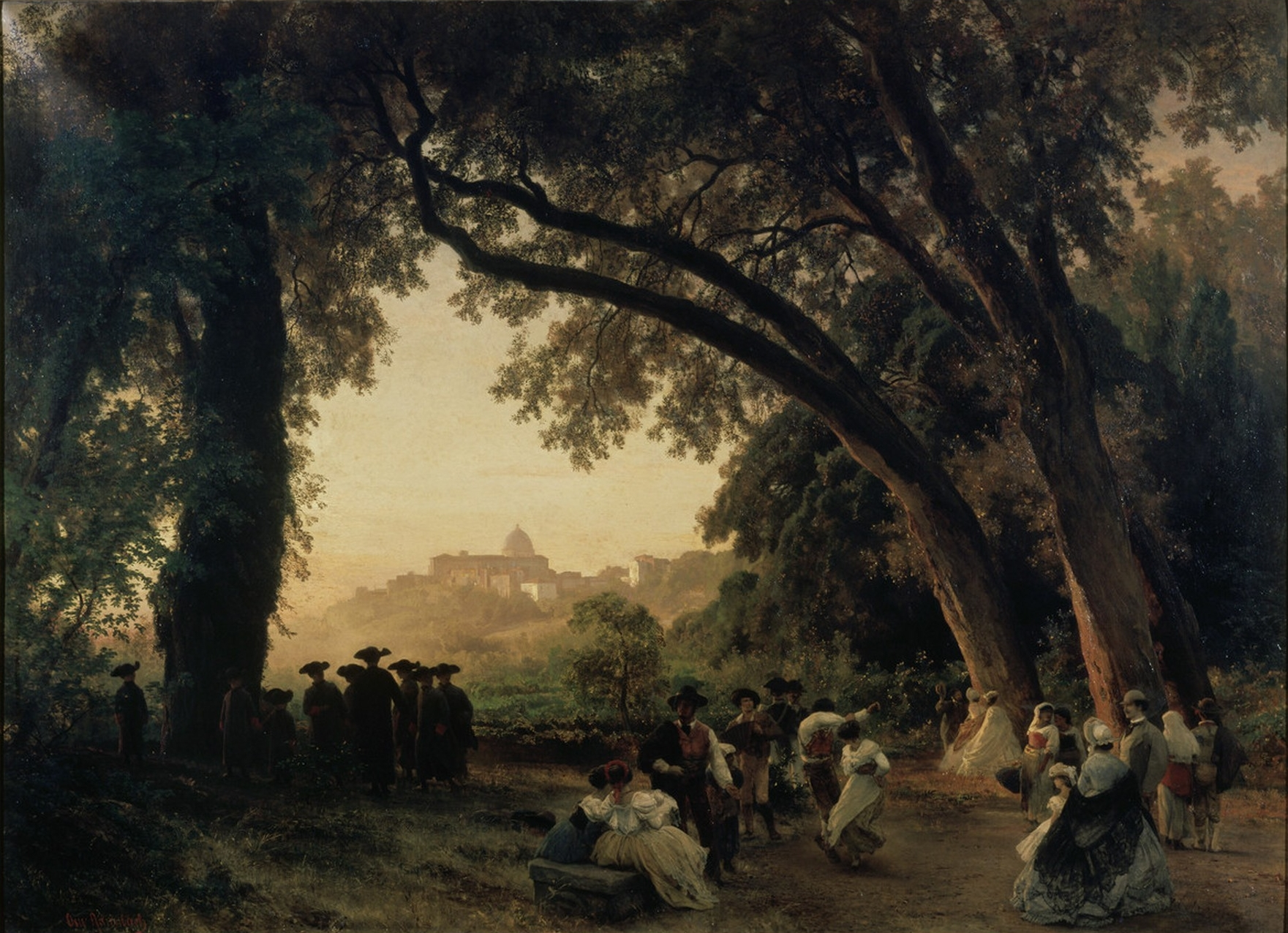
Saltarellotanz mit Blick auf Castel Gandolfo, Gemälde von Oswald Achenbach

Der Saltarello (gelegentlich auch Saltarella und Saltarell) ist ein lebhafter Tanz, der in Italien erstmals im 14. Jahrhundert erwähnt wird. Einige Saltarelli sind noch bekannt, aber frühe Tanzschritte sind unbekannt. Der Springtanz ist nach seinem typischen Hüpfsprung (von italienisch saltare „hüpfen“) benannt.

## Geschichte
Im Gefolge des frühesten bekannten Tanzmeisters in Europa, Domenico da Piacenza, wurden im 15. Jahrhundert mehrere Tanzbücher geschrieben, darunter die Arte Saltandi & Chorea Ducendi (F-Pn f. Ital, 972). Wie u. a. schon dem Titel zu entnehmen ist, war in dieser Zeit der Begriff danzare praktisch durch saltare verdrängt worden, obwohl die Choreographien vier verschiedene Tanzarten unterscheiden, nämlich (in steigendem Tempo aufgezählt) die Bassadanza, die Quadernaria (auch Salterello tedesco), den eigentlichen Salterello und die Piva. Die Arte Saltandi beschreibt hauptsächlich Choreographien, in denen bis zu vier dieser Tanzarten miteinander kombiniert werden, bietet vor allem aber auch das zugehörige Notenmaterial. Der Saltarello stand gemeinsam mit der Piva im 6/8-Takt, der in beiden Fällen relativ einfach rhythmisiert ist.
Bei den vier in einem toskanischen Manuskript (Add. 29987 in der British Library) überlieferten Saltarelli, die im Verhältnis zu den Piazenza Saltarelli komplizierter und ausgedehnter komponiert sind, handelt es sich sicher um keine Gebrauchsmusik für den Tanz, sondern um Vortragsstücke.
Im 15. Jahrhundert kam der Saltarello als Tanz allmählich außer Mode, wurde von Joan Ambrosio Dalza 1508 aber mehrfach in seinen kleinen Tanzsuiten Pavana-Saltarello-Piva als dem Schreittanz Pavane folgenden Springtanz verwendet. Als Nachtanz im Dreiertanz zu vorhergehendem geradtaktigen Stück (di Alta Orsina und Bassa Honorata) finden sich Saltarelli auch bei Pietro Paolo Borrono (publiziert 1536 in Intabolatura de leuto de diversi autori) und in 1581 publizierten Balletti von Fabritio Caroso.
Später wurde der Saltarello zu einem Karnevalstanz in Rom. Felix Mendelssohn Bartholdy baute den Saltarello in das Finale seiner Italienischen Sinfonie ein, nachdem er 1831 einem Karneval in Rom beigewohnt hatte.
Der Saltarello wurde in dieser Zeit abwechselnd immer nur von einem Paar getanzt, das die übrigen umstehen. Er wird „rasch und hüpfend, mit steigender Schnelligkeit, wesentlich mit dem Oberkörper getanzt, der Mann spielt im Tanz meist die Gitarre, die Frau schlägt das Tamburin oder hebt anmutig die Schürze; die leidenschaftliche Bewegung, hüpfenden Wendungen und die geschickte Entfaltung der Körperform erinnern an die altrömischen Bacchustänze.“ Auch in der Stadt Rom wurde der Saltarello in den Gärten und Weinbergen wie auch auf Straßen und Plätzen getanzt; er galt als „römischer Nationaltanz“. Berühmt war das Fest zur Weinlese am Monte Testaccio, am Scherbenberg. Die malerische Wirkung des Tanzes, die viele Künstler festhielten, wurde durch die verschiedenen Trachten der Tanzenden verstärkt.

## Musikwerke
- Leonardo De Lorenzo: Saltarello, op. 27 für Flöte, Musikverlag Zimmermann (1931)
- Camille Saint-Saëns: Saltarelle, op. 74 für Männerchor a cappella, nach Gioachino Rossini, La danza (1835)
- Fanny Hensel: Vier Liedern für das Pianoforte, op. 6, Nr. 4, Il Saltarello Romano (1846)
- Felix Mendelssohn Bartholdy: Vierte Sinfonie, die Italienische, vierter Satz (1833)
- Edvard Grieg: Streichquartett, op. 27, vierter Satz (1867/1868)
- Bohuslav Martinů: Saltarello, Einleitung des dritten Aufzugs der Oper Mirandolina (1954)
- Dead Can Dance: Saltarello